# Мехнатобод (район Рудаки)
Мехнатобод (тадж. Меҳнатобод) — село в районе Рудаки Республики Таджикистан. Входит в состав джамоата (сельской общины) Лохур района Рудаки.
Также имеет названия — Карасой (тадж. Қарасой) и Сиёхсой (тадж. Сиёҳсой).
Находится на расстоянии 13 км от райцентра (пгт. Сомониён) и 4 км от центра общины (село Лохур).
Население — 507 чел. (2017).